# Pselaphodes pectinatus
Pselaphodes pectinatus – gatunek chrząszcza z rodziny kusakowatych i podrodziny marników. Występuje endemicznie w Chinach.
Gatunek ten opisali po raz pierwszy w 2011 roku Yin Ziwei, Li Lizhen i Zhao Meijun na łamach Annales Zoologici. Jako miejsce typowe wskazano rezerwat przyrody Ba Wang Ling w chińskiej prowincji Hajnan.
Chrząszcz ten osiąga 2,8 mm długości i 1,02 mm szerokości ciała. Ubarwienie ma rudobrązowe. Głowa jest dłuższa niż szeroka. Oczy złożone buduje u samca około 50 omatidiów. Czułki buduje jedenaście członów, z których trzy ostatnie są powiększone, u obu płci niezmodyfikowane. Przedplecze jest tak długie jak szerokie. Pokrywy są szersze niż dłuższe. Zapiersie (metawentryt) u samców ma wyraźnie krótkie wyrostki. Odnóża przedniej pary mają po kolcu na środku spodu ud i po małym kolcu środkowym oraz guzku wierzchołkowym na goleniach. Odnóża środkowej i tylnej pary pozbawione są modyfikacji. Odwłok jest duży.
Owad ten jest endemitem Chin, znanym tylko z miejsca typowego w powiecie Changjiang oraz góry Wuzhi Shan w Hajnanie. Spotykany był na wysokości od 650 do 1100 m n.p.m.